# Xya castetsi
Xya castetsi är en insektsart som först beskrevs av Bolívar, I. 1900.  Xya castetsi ingår i släktet Xya och familjen Tridactylidae. Inga underarter finns listade i Catalogue of Life.